# Wi-Fi Protected Access

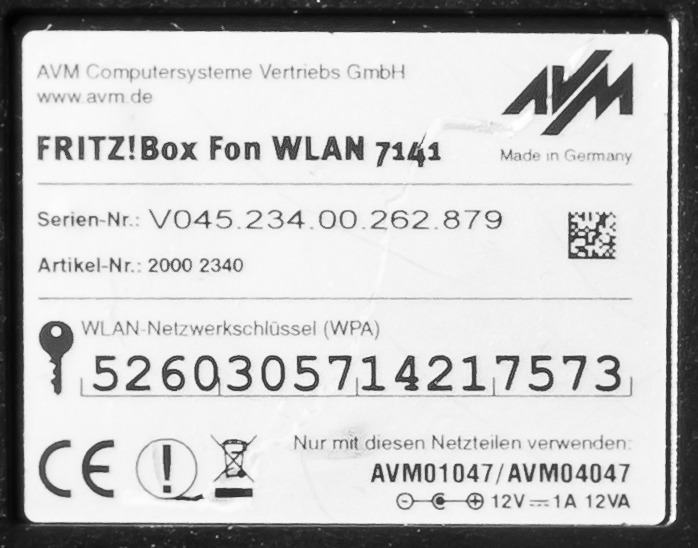
Auf der Bodenseite eines DSL-Routers aufgedruckter WPA-Schlüssel

Wi-Fi Protected Access (WPA) ist eine Verschlüsselungsmethode für ein Drahtlosnetzwerk (Wireless LAN). Nachdem sich die Wired Equivalent Privacy (WEP) des IEEE-Standards 802.11 als unsicher erwiesen hatte und sich die Verabschiedung des neuen Sicherheitsstandards IEEE 802.11i verzögerte, wurde durch die Wi-Fi Alliance eine Teilmenge von IEEE 802.11i vorweggenommen und unter dem Begriff WPA als Pseudostandard etabliert. Die Zertifizierung nach diesem Standard begann im April 2003. Die Nachfolger sind WPA2 und WPA3.

## Funktionsweise
WPA enthält die Architektur von WEP, bringt jedoch zusätzlichen Schutz durch dynamische Schlüssel, die auf dem Temporal Key Integrity Protocol (TKIP) basieren, und bietet zur Authentifizierung von Teilnehmern Pre-shared key (PSK) oder Extensible Authentication Protocol (EAP) über IEEE 802.1X an.
WPA basiert auf der RC4-Stromchiffre, die schon für WEP genutzt wurde. Im Gegensatz zu WEP benutzt WPA nicht nur einen 48 Bit langen Initialisierungsvektor (IV), sondern verwendet für jedes Datenpaket einen neuen Schlüssel (Per-Packet Key Mixing und Re-Keying), sowie einen Message Integrity Check (MIC).
Die Authentifizierung über WPA wird meist in großen Wireless-LAN-Installationen angewendet, da dafür eine Authentifizierungsinstanz in Form eines Servers (z. B. ein RADIUS-Server) benötigt wird.
In kleineren Netzwerken, wie sie im SoHo-Bereich (Small Office, Home Office) häufig auftreten, werden meist PSK (Pre-Shared-Keys) benutzt. Der PSK muss somit allen Teilnehmern des Wireless-LAN bekannt sein, da mit seiner Hilfe der Sitzungsschlüssel generiert wird.

## Weiterentwicklung
Am 3. Februar 2004 wurde mit WPA2 die Erweiterung von WPA angekündigt. In WPA2 wurde nicht nur der vollständige IEEE 802.11i-Standard umgesetzt, sondern es verwendet mit AES (Advanced Encryption Standard) auch einen anderen Verschlüsselungsalgorithmus. Es gibt aber auch WPA-fähige Geräte, die AES beherrschen, ohne WPA2 zu unterstützen.
Seit 16. März 2015 wird von der Wi-Fi Alliance empfohlen, WPA aufgrund der bekannten Angreifbarkeit der zugrunde liegenden Verschlüsselung Temporal Key Integrity Protocol (TKIP) nicht mehr zu verwenden.
Am 8. Januar 2018 hat die Wi-Fi Alliance wiederum WPA3 angekündigt, welches den aktuellen Standard ergänzen wird. Es werden offline Wörterbuchattacken verhindert sowie Perfect Forward Secrecy erreicht. Die neuen Funktionalitäten sollen Passwörter besser schützen, auch wenn sie nicht den typischen Komplexitätsregeln entsprechen. Zusätzlich wird der Prozess des Konfigurierens auf Geräten mit kleinem oder nicht vorhandenem Display vereinfacht. Zudem soll durch Opportunistic Wireless Encryption die Nutzer-Privatsphäre in offenen Netzwerken durch eine individualisierte Verschlüsselung gestärkt und eine 192-bit-Security-Suite eingeführt werden, von der vor allem Netzwerke mit höheren Sicherheitsbedürfnissen, wie sie Regierungen oder Unternehmen benötigen werden, profitieren.

## Angriffsmöglichkeiten
Bei Anwendung von Pre-Shared-Keys ist auf die Qualität des verwendeten Passworts zu achten. Ein Angreifer kann über die Brute-Force-Methode oder einen Wörterbuchangriff das Passwort erraten und so alle möglichen Varianten des Pre-Shared-Keys erzeugen. Bei hinreichend langem Passwort würde die Zeit dazu mit derzeit verfügbaren Maschinen jedoch zu lange dauern, um in sinnvoller Zeit einen Erfolg zu erzielen.
Um zu sehen, welcher der erzeugten Schlüssel passt, muss ein Anmeldevorgang, der von einem Angreifer jederzeit initiiert werden kann, mitgehört werden. Bei jeder Anmeldung findet gegenseitig eine indirekte Überprüfung der Schlüssel statt, die über einen MD5-Hash gesichert wird und mit dessen Hilfe man erzeugte Schlüssel auf ihre Richtigkeit prüfen kann.
Seit dem 28. April 2004 existiert für Wörterbuchangriffe ein Proof of Concept, das im Mac-OS-X-Programm KisMAC implementiert wurde. Seit November 2004 existiert auch ein weiteres Programm, WPA Cracker für Linux, das einen Offline-Wörterbuchangriff anhand mitprotokollierter Pakete durchführt und im Quelltext vorliegt. Ein Brute-Force- oder Wörterbuchangriff auf den aufgezeichneten Vier-Wege-Handshake des TKIP-Protokolls ist mit dem Programm Cowpatty möglich.
Im August 2008 wurde in einem Beitrag im Nvidia-Entwicklerforum ein Programm veröffentlicht, das Brute-Force-Angriffe gegen WPA durch Ausnutzen der Rechenleistung von GPGPU-fähigen Grafikkarten massiv beschleunigen kann. Dabei werden die zwar vergleichsweise niedrig getakteten, aber auf modernen Grafikkarten in hoher Anzahl untergebrachten Shader-Prozessoren genutzt, um mehrere Passwörter gleichzeitig in ihren jeweiligen Schlüssel umzurechnen. Das Programm ist seitdem unter der freien GPL-Lizenz öffentlich verfügbar. Im Oktober 2008 veröffentlichte ein Anbieter auch ein kommerzielles Produkt, das mit ähnlicher Technik WPA unter Ausnutzung von Grafikkarten angreifen kann.
Im November 2008 kam das Gerücht auf, dass WPA1-TKIP teilweise geknackt sei. Dabei sei es möglich, mit größerem Aufwand einzelne Pakete zu entschlüsseln und teils manipuliert in die Verbindung zu schleusen. Details stellte der Entdecker Erik Tews am 12. November 2008 in Tokio im Rahmen der Konferenz PacSec vor.
Im August 2009 erläuterten Toshihiro Ohigashi (Universität Hiroshima) und Masakatsu Morii (Universität Kobe) in einem Fachaufsatz, wie der Angriff von Erik Tews zu beschleunigen ist. Im günstigsten Fall erfolgt der Angriff in einer Minute.

## Sicherheitsmaßnahmen
Wenn bei der Installation eines Funknetzes auf WPA nicht verzichtet werden kann (da gewisse zwingend benötigte Geräte kein WPA2 oder WPA3 unterstützen), ist die erste Maßnahme, ein hinreichend sicheres Passwort zu wählen (mind. 16 bis 20 Zeichen in einer Zeichenkombination, die in keinem Wörterbuch zu finden ist). Zudem sollten diese Geräte in ein separates (isoliertes) WLAN-Segment gelegt werden, das keinen Zugriff auf das gesamte dahinterliegende Netz hat, sondern nur auf die zwingend benötigten Aufgaben.
Um auf der sicheren Seite zu sein, sollte möglichst auf das WPA-Verfahren ganz verzichtet werden und stattdessen mindestens WPA2, besser aber WPA3 eingesetzt werden – auch bei Einsatz der Authentifizierung teilnehmender Stationen via PSK (Pre-Shared Key).
Eine Nutzer-Authentifizierung beim Betreten des Netzes via EAP ist zu bevorzugen, wenn:
- eine größere Anzahl mobiler Geräte und Access Points eingesetzt werden und so der Wechsel des PSK bei dessen Kompromittierung nicht mehr praktikabel ist
- der Verlust eines Gerätes nicht in angemessener Zeit auffällt oder
- Geräte vorübergehend oder ständig in einem nicht vertrauenswürdigen Umfeld eingesetzt werden (z. B. an Dritte verliehen werden)

Aufgrund der Angriffe gegen WPA- und WPA2-PSK-Verfahren ist WPA3 zu bevorzugen. Allgemeine Sicherheitsmaßnahmen können dem Abschnitt Grundlegende Sicherheitsmaßnahmen des Hauptartikels Wireless Local Area Network entnommen werden.